# Kolej wąskotorowa Dąbrowa – Krępa Krajeńska

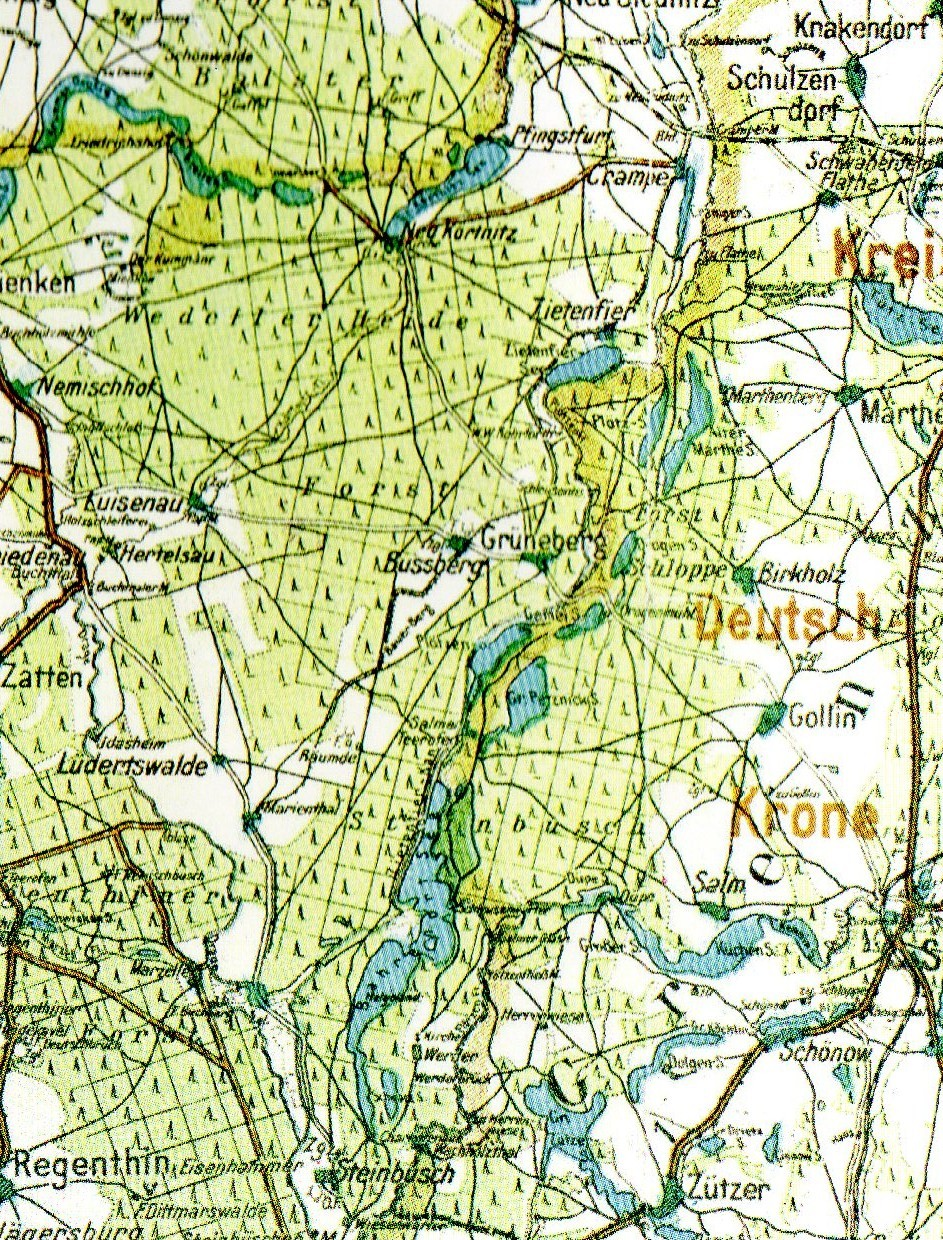
Mapa z naniesioną linią kolei leśnej (przed 1945)

Kolej wąskotorowa Dąbrowa – Krępa Krajeńska – nieistniejąca wąskotorowa kolej leśna funkcjonująca dawniej na terenie Puszczy Drawskiej.
Linia, zbudowana w początku XX wieku, brała początek w nieistniejącej osadzie Dąbrowa (w pobliżu Moczel), na północ od Głuska. Stąd biegła na północ, przez Sitnicę, Jelenie, by wzdłuż zachodniego i północnego brzegu jeziora Sitno (nieistniejąca osada Sitno, niem. Zietenfier) dotrzeć do stacji normalnotorowej w Krępie Krajeńskiej (Crampe, obecnie przystanek). Linię rozebrano około 1950. Przez cały okres funkcjonowania obowiązywała tu trakcja konna. Przewożono wyłącznie towary, w głównej mierze drewno z Puszczy Drawskiej. Obecnie przebieg torowisk w terenie jest słabo czytelny.
Przebieg kolei utworzył specyficzny wąski, długi klin województwa szczecińskiego, wdzierający się w głąb województwa koszalińskiego na długości około 12 km, które należały do jednej gromady Studnica w gminie Barnimie. Został on zlikwidowany w 1954 roku po włączeniu większości gromady Studnica do województwa koszalińskiego, gdzie została zupełnie rozparcelowana pomiędzy różne województwa, powiaty i gminy. Zanik kolei spowodował brak uzasadnienia utrzymywania śródleśnych miejscowości wzdłuż torów w jednej gromadzie, bez alternatywnych dogodnych połączeń drogowych.